# Agencia Gamma
La agencia Gamma era una agencia fotográfica de prensa fundada el 14 de noviembre de 1966 por Raymond Depardon, Hubert Henrotte, Jean Lattès, Léonard de Raemy y Hugues Vassal. A los que después se añadieron Jean Monteux y Gilles Caron. Tras su absorción por el grupo Hachette fue cedida a Green Recovery y entró a formar parte del grupo Eyedea. 

## Constitución de la agencia
La agencia de prensa Gamma nació de los debates entre fotoperiodistas miembros o simpatizantes de la Asociación Nacional de Fotoperiodistas (ANJRP) (Association National des Journalistes Reporters Photographes) fundada en Grenoble al comienzo de los años 60 y que tenía como objetivo mejorar las condiciones laborales de los fotoperiodistas. Hubert Henrotte propuso crear una sociedad de responsabilidad limitada y se suele citar a Jean Lattès como el opositor a la creación de la misma ya que deseaba que Gamma fuera una cooperativa. Henrotte fue el gerente de la sociedad creada.

## Trayectoria de la agencia
Gamma Presse Images difundió el trabajo de aproximadamente 6000 fotógrafos desde su creación. Entre ellos se encuentran: Gilles Caron, Raymond Depardon, Jean-Claude Francolon, Françoise Demulder, Marie-Laure de Decker, Catherine Leroy, William Karel, André Perlstein, Georges Mérillon, Alexis Duclos, Emanuele Scorcelletti, Michel Laurent, Hans Bollinger, Thierry Secretan, Michel Folco, Daniel Simon, Gilbert Uzan, Patrick Aventurier, Jean Michel Turpin, François Lochon, Ulf Andersen, Raphaël Gaillarde, Éric Bouvet, William Stevens, Pierre Hounsfield, Frédéric Souloy, Rafael Wollman, Arnaud de Wildenberg, Francis Apesteguy o Rémi Bénali. 
Además, muchos fotoperiodistas han contribuido al prestigio de la agencia Gamma que fue el vivero de importantes fotógrafos como Abbas, Jean Gaumy, Sebastião Salgado, David Burnett o Gianni Giansanti.
Algunas personas destacadas en la agencia fueron: 
- Hubert Henrotte : Dirigió la agencia entre 1966 y 1973, antes de crear su propia empresa, Sygma, que fue mucho tiempo competidora de Gamma.
- Raymond Depardon : cineasta y fotógrafo.
- Gilles Caron : Fotógrafo legendario que documentó la guerra de los 6 días, el conflicto del Biafra y los acontecimientos de mayo del 68. Desapareció en Camboya en 1970.
- Hugues Vassal : fotógrafo de Édith Piaf y de la realeza de Irán.
- Jean Monteux : comercial de la agencia y después director general entre 1977 y 1993.
- Leonard de Raemy : fotógrafo.
- Floris de Bonneville: dirigió la redacción entre 1968 y 1996 y organizó la cobertura de difusión en el extranjero, que durante mucho tiempo fue la mejor de todas las agencias del mercado.

## La segmentación de la agencia
El formidable desarrollo de la agencia atrajo un gran número de fotógrafos. En 1973 se creó un conflicto entre fotógrafos asociados y los otros fotógrafos que dio lugar a una huelga del personal, provocando el enfrentamiento de los socios. En mayo de 1973 esta situación desembocó en el abandono de casi la totalidad del personal que siguió a Hubert Henrotte al fundar la agencia de prensa Sygma recomprando la agencia APIS.
Raymond Depardon se convirtió entonces en el Director-gerente hasta que se unió a la agencia Magnum. Después fueron Hugues Vassal y Jean Monteux los que ocuparon el cargo.
En su película Reporters, Raymond Depardon realizó el seguimiento de la actividad de varios fotógrafos de Gamma durante el mes de octubre de 1980. La película muestra como los fotógrafos tratan tanto de los temas serios de actualidad e incluso trágicos, como el atentado antisemita contra la sinagoga de la calle Copernic que provocó la muerte a cuatro personas; así como de la actividad de tipo paparazzi de Francis Apesteguy que fotografiaba a las celebridades, sobre todo a Richard Gere y a Jacques Chirac, que entonces era alcalde de París.

## Cambios corporativos
Al finalizar los años 1990, como consecuencia de varios conflictos sociales sin final, así como de bloqueos internos que rechazan las nuevas tecnologías informáticas, la agencia Gamma fue recomprada por el grupo "Hachette Filipacchi Medios de comunicación2, cuyo fondo « Image » estuvo dirigido desde diciembre de 2005 por Bertrand Eveno, que era un enarca y antiguo director general de la Agencia France-Press. Después la agencia es cedida a Green Recovery, que difundió las imágenes de Gamma por medio de la sociedad "Eyedea Prensa", filial del grupo Eyedea.
El 23 de julio de 2009, Stéphane Ledoux, director general del grupo Eyedea declaró la agencia en suspensión de pagos.
El grupo Eyedea depositó el balance de su filial Eyedea Prensa (y después Gamma) en el tribunal de comercio el 28 de julio de 2009. Así, el grupo Eyedea estuvo bajo tutela judicial ante el tribunal de comercio de París.

## Conversión en una nueva agencia
François Lochon, fotógrafo y antiguo accionista de la agencia Gamma fue el asignado por el Tribunal de comercio de París para la recuperación del Grupo Eyedea.
La nueva entidad, que toma el nombre de « Gamma-Rapho » incluye también a la agencia Rapho,  también los archivos de las agencias Keystone, Explorer, Hoa-qui y Stills se incluyen en sus fondos de archivo. Sus instalaciones se abrieron en los locales de la antigua agencia en el boulevard Arago.